# Ionel Istrati
Ionel Istrati (n. 24 decembrie 1990, Chișinău, RSS Moldovenească, URSS) este un cântăreț și compozitor din Republica Moldova.

## Biografie
Ionel Istrati s-a născut în 1990 la Chișinău, iar doi ani mai târziu s-a mutat cu familia în localitatea Țîbuleuca, Dubăsari (Transnistria). Istrati a absolvit gimnaziul și școala de muzică în pian și acordeon din Dubăsari. Din 2007 până în 2009 a studiat la Liceul de Știință și Tehnologie modernă din Chișinău, iar din 2009 și-a continuat studiile în cadrul Academiei de Studii Economice din Moldova, la Facultatea de Afaceri și Management. 

### Cariera muzicală
Își începe cariera în 1998, când la numai 8 ani este numit ”Privighetoarea nistreană” și comparat cu Robertino Loretti. La această vârstă deja cunoștea acordeonul și pianul studiat la o școală muzicală din Dubăsari.Vocea deosebită, ținuta scenică și perseverența îi aduce în următorii 5 ani în palmares 4 Grand Prix și 16 premii de gradul I, inclusiv la Mamaia Copiilor, România și УТРЕНЯЯ ЗВЕЗДА, ORT, Rusia.
Urmează 4 ani dedicați studiilor, pentru a persevera ulterior în carieră.
Astfel, în 2008, își lansează primul video clip la piesa  Poate, și deja în 2009 scoate un nou videoclip la piesa Uită-mă- ambele foarte mult apreciate de public.
În anul 2010 se implică în două mari proiecte Fabrica de staruri 2 și Preselecția națională Eurovizion. Deși piesa prezentată la Eurovizion s-a clasat Top 3, Ionel a ales proiectul Fabrica de staruri, unde s-a bucurat de aprecierea publicului însă a fost eliminat. Situația l-a încurajat și mai mult prin comparația lui Dan Negru cu Julio Eglesias din 1969. 
Într-adevăr după această constatare, începe adevărata afirmare a lui Ionel Istrati care lansează primul album și piesa ЛЮБЛЮ ТЕБЯ, șlagărul cu milioane de vizualizări. Devine imaginea a numeroase reviste, emisiuni și întâlniri care îl fac idolul tinerilor din Republica Moldova.
În octombrie 2011 se implică în proiectul internațional Vocea României, și este primul basarabean concurent cu vocile unui stat care numără peste 22 de milioane.  Are o prestație impecabilă apreciată de Smiley și  Marius Moga, iar mass media l-a prezentat cel mai sexy participant din proiect. Cu o implicare scurtă el a reușit să impresioneze publicul și jurații prin voce, ținută și talent.
La începutul lui 2012 lansează clipul Te caut cu implicarea celor doi dansatori foarte talentați de la noi –Ionela Tăruș și Mihai Ungureanu, pe care artistul îi promovează, întrucât clipul este unul dintre cele mai vizualizate  din istoria muzicii republicii cu peste 45 mlne de vizualizări. 
Tot în 2012 lansează unul dintre cele mai mari șlagăre din istoria muzicii-clipul Eu numai, numai, recunoscut de exponenții tuturor vârstelor-de la copii la maturi. Este primul clip parodiat, la care artistul a reacționat pozitiv, creând astfel o alură democratică în show biss-ul moldovenesc. Hitul a luat toate premiile posibile din republică iar în România a fost premiat cu Mamaia Music Adwards în 2013. Deci este o piesă care a trecut Prutul fără obstacole, deși nu avea nici un contract cu vreo casă de discuri. Devine cel mai iubit dintre pământeni pe toate undele herțiene de toate lungimile. Piesa devine celebră chiar în Rusia, Kazahstan, Statele baltice sau Europa de vest.
În februarie a anului 2013 lansează piesa ОДИНОКО, cu un succes foarte mare în republică. Este printre primele clipuri moldovenești difuzate la posturile TV din Ucraina și Rusia. 
În decembrie lansează clipul Wake me up, piesă așteptată de mulți fani. Apariția sa alături de modelul Xenia Deli, cea mai cunoscută moldoveancă precum și peisajele miraculoase din Maldive, au adus clipului peste 8 mlne de vizualizări. Scenele îndrăznețe, totuși lipsite de vulgaritate, acordă piesei un stil modern și calitativ. În backing vocal i-a cântat însuși Randi, artist cu o minunată carieră internațională, tot el fiind autorul piesei. Clipul este primul filmat în calitatea 4K și l-a transformat pe Ionel într-un star internațional cu referințe în presa mondială, iar melodia a ținut topul luni întregi.  Și acestă piesă este difuzată de toate posturile de radio, fără a avea contract cu vre-o casă de discuri. Devine cea mai difuzată melodie a anului, după datele Media Forest Moldova.
În iarna 2014 Ionel lansează una dintre cele mai lirice melodii din discografia sa- Dor de mamă, pe versurile unui copil din orfelinat. Câștigătorul trofeului  Cel mai bun videoclip din Republica Moldova, cu un impact emoțional pentru sufletul frumos al moldoveanului. Proiectul a implicat-o pe cea mai recunoscută vedetă, prezetatoare tv Andreea Marin, dar și talentata actriță din  republică, Eugenia Butnaru precum și pe jurnalista Nata Albot. Un clip extravagant și cu mult gust,  un scurt metraj, cu mesaj profund de gingășie și emoție de bunătate. 
În iarna 2015 Ionel lansează clipul БЫТЬ С ТОБОЙ, filmat într-o locație rustică, cu multe scene hazlii, un cântec  ușor cu participarea a două actrițe din Rusia, făcând celebre nu doar protagonistele dar și localități din republică, inclusiv din Dubăsari și Cimișlia.
Din acest an a refuzat să mai participe în emisiuni, evitând astfel conexiunile cu presa pentru a se concentra mai mult pe creație. Prin urmare artistul se prezintă în dimensiune aristocratică, evitând scandalurile sau provocările presei galbene.
Concomitent Ionel organizează sute de concerte în republică și străinătate. În 2016 artistul face un turneu prin cele mai mari orașe din SUA, Rusia, Grecia, Franța, Italia unde evoluiază pentru diaspora, bucurându-se de mari sucese. Astfel publicul aflat departe de casă a savurat șlagărele autohtone interpretate de talentatul artist. Are numeroase proiecte de caritate, în care promovează muzica și posibilitatea tinerilor de a-și afirma talentul.
În 2017 lansează cel mai extravagant videoclip din cariera sa КТО Я ЕСТЬ. Filmat în teritoriile arctice, cu scene rupte parcă din timpuri uitate, clipul este recunoscut cel mai scump videoclip realizat de un moldovean, tehnica arendată depășea jumătate de milion de dolari. În pofida criticilor, câștigă trofeul Videoclipul Anului 2018 și are  accesări de milioane de ori. Premiul a fost acordat de cunoscutul regizor Valeriu Jereghi care l-a numit un mare talent. O lucrare foarte calitativă prin care artistul se depășește pe sine însuși: o voce impecabilă, dans creativ și o regie profesionistă.
În 2018-2019 Ionel din nou se concentrează pe concerte în republică și străinătate. Promovează muzica și ținuta scenică. Este răsplătit cu multă dragoste din partea publicului, tinerii îl consideră un simbol al desăvârșirii și realizării. Concomitent începe munca la un impresionant proiect pentru anul 2020, dar reușește în acest an să lanseze și un single în limba rusă, ПО НОЧАМ НЕ СПИТСЯ, realizat în colaborare cu echipa lui Smiley HaHaHa Production.
```
În vara 2019, este invitatul special la Slaveanschii bazar alături de mari vedete precum Sofia Rotaru, Soso Pavliașvili, Nadejda Kadâșeva și alții. Reprezintă republica cu multă demnitate prin  vestitul șlagăr în limba română- Eu numai, numai și are o prestație foarte reușită difuzată pe tot spațiul CSI. 
```

Este foarte apreciat de vedetele naționale și internaționale, de exemplu Ion Suruceanu îl numește unul dintre cei mai talentați tineri artiști din republică, cu o atitudine deosebită față de orice melodie.  Presa îl consideră un val de energie debordantă și un artist modern. Unul dintre cei mai iubiți cântăreți din Moldova, cu o ascensiune rapidă în industria muzicală, iar fiecare premiu adăugat la palmaresul său constituie o demostrație a  valorii sale adevărate. Perfecționist convins, de o perseverență avidă, Ionel contribuie cu idei și muncă la prezența scenică, repertoriu select și un concept nou în muzica autohtonă. O voce puternică cu ritmuri pozitive, artistul este o poveste încununată de laurii succesului, mereu pregătit să surprindă prin contraste noi. Nu are nevoie decât de versuri frumoase, linie melodică pe măsură ca să poată deveni cel mai bun prieten al publicului său.
În 2020 Ionel pregătește rezultatul unei munci de 2 ani, o piesă în colaborare cu echipa lui Grigorii Leps, care se așteaptă a fi cea mai calitativă creație a artistului. Clipul va include modelul de talie mondială Irina Sheik și inspirația echipei sale cu Spoială Brothers.

## Discografie

### Videoclipuri
- Poate (2009)
- Люблю тебя („Te Iubesc”) (2010)
- Te Caut (2012)
- Eu Numai, Numai (2012)
- Одиноко („Singuratic”) (2013)
- Wake Me Up (2013)
- Быть с тобой (2016)
- Кто я есть (2017)

## Legături externe
- Site web